# Thomas Fredrik Olsen (padre)
Thomas Fredrik Olsen (15 de octubre de 1857 - 29 de enero de 1933) fue un empresario y armador noruego, artífice de la expansión internacional de la firma naviera Fred. Olsen & Co.

## Semblanza
Thomas Fredrik Olsen (comúnmente conocido como Fred. Olsen) nació en el pueblo de Filtvet, situado en el municipio de Hurum, que forma parte del condado de Buskerud, en Noruega. Era hijo del armador Petter Olsen (1821-1899), padre de Gösta Hammarlund y abuelo de Fredrik Olsen. Se hizo cargo de la propiedad de dos de los barcos de vela de su padre, y posteriormente invirtió en la adquisición de buques de vapor. Lideró la expansión de la empresa, que pasó de ser de un pequeño negocio con unos pocos barcos, a convertirse en una poderosa empresa multinacional de transporte y construcción naval. Olsen era el principal accionista del taller Akers Mek. En el momento de su muerte, su empresa, Fred. Olsen & Co., poseía 65 barcos. Tras la muerte de Olsen, sus hijos Rudolf Olsen y Thomas Olsen se hicieron cargo de la compañía.
Fred. Olsen también fue un destacado navegante, y ganó la Regata de Kiel en 1895.

## Reconocimientos
- Fue condecorado Caballero de Primera Clase de la Orden de San Olaf en 1911 y Comandante de Primera Clase en 1931.
- También fue nombrado miembro de la Legión de Honor.[4][5]